# H'raoua
H'raoua (em árabe: الهراوة) é um município localizado na província de Argel, no norte da Argélia.
Sua população era de 27 565 habitantes, em 2008.